# Teramo Handball
La Lions Teramo è una società di pallamano maschile di Teramo, che milita in Serie A Silver.

## Storia
La Teramo Handball nasce nel 1978. Nel corso della sua storia ha quasi sempre militato nella massima serie nazionale, eccezion fatta per qualche stagione di A2, B e C. Ha collezionato numerose partecipazioni ai play-off scudetto, disputando due finali (1973-74 e 1982-83). Dal 2008 è tornata in Serie A.

## Palasport
La squadra di Teramo disputava in passato gli incontri casalinghi negli altri due palasport della città di Teramo: al PalaScapriano (fin quando la struttura non fu restaurata per uso esclusivo del Basket), e al ex Pala Giorgio Binchi, oggi Pala Tasp, il palasport si trova nel complesso sportivo dell'Acquaviva; attualmente disputa le partite interne al Pala San Nicolò (condiviso con la compagine femminile). La gestione dell'impianto è a carico del comune di Teramo.

## Rosa 2023/2024
| N° | Naz.              | Ruolo | Sportivo                  | Anno |  |  |
| -- | ----------------- | ----- | ------------------------- | ---- |  |  |
| 1  | Italia (bandiera) | P     | Federico Sfrattoni        | 2006 |  |  |
| 16 | Italia (bandiera) | P     | Lorenzo Addazi            | 1991 |  |  |
| 4  | Italia (bandiera) | A     | Federico Di Battista Rodi | 2002 |  |  |
| 6  | Italia (bandiera) | T     | Simone Angeloni           | 2001 |  |  |
| 7  | Italia (bandiera) | A     | Jacopo Cinelli            | 1999 |  |  |
| 8  | Italia (bandiera) | T     | Alessandro Murri          | 1990 |  |  |
| 9  | Italia (bandiera) | T     | Paolo Toppi               | 1997 |  |  |
| 10 | Italia (bandiera) | PV    | Simone D'Argenio          | 2001 |  |  |
| 15 | Italia (bandiera) | A     | Nicola Michini            | 2005 |  |  |
| 17 | Italia (bandiera) | T     | Stefano Ciutti            | 2003 |  |  |
| 21 | Italia (bandiera) | T     | Samuele Di Salvo          | 2004 |  |  |
| 23 | Italia (bandiera) | T     | Davide Barbuti            | 1994 |  |  |
| 24 | Italia (bandiera) | A     | Vincenzo Cialini          | 2005 |  |  |
| 25 | Italia (bandiera) | PV    | Riccardo Camaioni         | 2002 |  |  |
| 28 | Italia (bandiera) | PV    | Flavio Flammini           | 2004 |  |  |
| 30 | Italia (bandiera) | A     | Gabriele Reginaldi        | 1999 |  |  |
| 77 | Italia (bandiera) | T     | Domenico Rossi            | 1998 |  |  |

- Allenatore:  Settimio Massotti e Franco Di Giacinto